# Erbi Ago
Erbi Ago (ur. 8 marca 1990 w Tiranie) – albański aktor i ekonomista. Od 2014 roku wykłada prawo gospodarcze na Uniwersytecie Biznesowym w Tiranie.

## Filmografia
| Rok  | Tytuł                           | Rola                |
| ---- | ------------------------------- | ------------------- |
| 2009 | Posłańcy 2: Na przeklętej ziemi | Randy               |
| 2009 | Błyskawiczna śmierć             | John Fields         |
| 2009 | Miasto widmo                    | Stuart              |
| 2009 | I Am Alive                      | narrator            |
| 2010 | The Cock Tales                  | artysta sztuk walki |
| 2010 | Drapieżnik wykuty z lodu        | Cameron             |

## Publikacje
- Balkan Journal of Interdisciplinary Research, Tirana: International Institute for Private, Commercial and Competition Law, 2015, ISSN 2411-9725, ISSN 2410-759X
- Does Capitalism and the Culture Industry Create False Needs? A study of Marcuse, Adorno, and Horkheimer, Tirana: International Institute for Private, Commercial and Competition Law, 2015, ISSN 2410-3918, ISSN 2410-8693
- The Paramountcy of EU Law Over National Law The Extent to which Lyon’s Statements Reflect on the Relationship between EU and Domestic Law within the UK and Candidate States such as Albania, Tirana: International Institute for Private, Commercial and Competition Law, 2015, ISSN 2410-3918, ISSN 2410-8693

## Życie prywatne
Ojciec Erbiego Ago, Petrit, również urodził się w Tiranie i jest biznesmenem. Wcześniej pełnił funkcje dyrektora w Generalnym Urzędzie Celnym Albanii oraz Urzędu Podatkowego w Tiranie.
Matka urodziła się w Belgradzie, jest analityczką sprzedaży i prowadzi własne gospodarstwo domowe. Jest córką Dhimitëra Stamo, albańskiego ambasadora m.in. w Chinach.
Erbi Ago ma młodszą siostrę. Płynnie mówi po albańsku, bułgarsku, włosku, hiszpańsku i angielsku, którego zaczął się uczyć dopiero w 10. roku życia.